# M jak magia
M jak magia (ang. M is for Magic) – wydany w 2007 roku zbiór opowiadań Neila Gaimana. Przełożyła go Paulina Braiter, a ukazał się nakładem wydawnictwa Mag.

## Spis opowiadań
Większość opowiadań znajdujących się w zbiorze była już wcześniej publikowana.
- Sprawa dwudziestu czterech kosów
- Trollowy most (opowiadanie ukazało się wcześniej w zbiorze Dym i lustra)
- Nie pytaj diabła (opowiadanie ukazało się wcześniej w zbiorze Dym i lustra)
- Jak sprzedać Most Pontyjski (napisane w 1984 i wcześniej nie publikowane)
- Październik w fotelu (opowiadanie ukazało się wcześniej w Super fantastyce: powieść w tłumaczeniu Wojciecha Szypuły pod tytułem Październik na tronie. Tytuł oryginalny to October in the Chair)
- Rycerskość (opowiadanie ukazało się wcześniej w zbiorze Dym i lustra)
- Cena (opowiadanie ukazało się wcześniej w zbiorze Dym i lustra)
- Jak rozmawiać z dziewczynami na prywatkach (opowiadanie nominowane do nagrody Hugo) (opowiadanie ukazało się wcześniej w zbiorze Rzeczy ulotne)
- Ptak słońca (opowiadanie ukazało się wcześniej w zbiorze Rzeczy ulotne)
- Nagrobek dla wiedźmy
- Instrukcja (opowiadanie ukazało się wcześniej w zbiorze Rzeczy ulotne)

## Promocja książki
Promując tę książkę Gaiman pojawił się w Polsce. 17 marca 2007 odwiedził 7 Warszawskie Spotkania Komiksowe, następnego dnia podpisywał książki i spotkał się z fanami w centrum kinowym ARS w Krakowie, a 19 marca ponownie pojechał do Warszawy. Trasa promująca przebiegała przez Niemcy, Polskę i Francję.